# Religion élamite
Sauf précision contraire, les dates de cet article sont sous-entendues « avant l'ère commune » (AEC), c'est-à-dire « avant Jésus-Christ ».
La religion de l'Élam est particulièrement difficile à étudier, surtout en comparaison avec celles d'autres régions du Proche-Orient ancien (Mésopotamie, Levant, Anatolie hittite), et laisse peu de certitudes, en raison de l'opacité des sources la concernant. 

## Sources

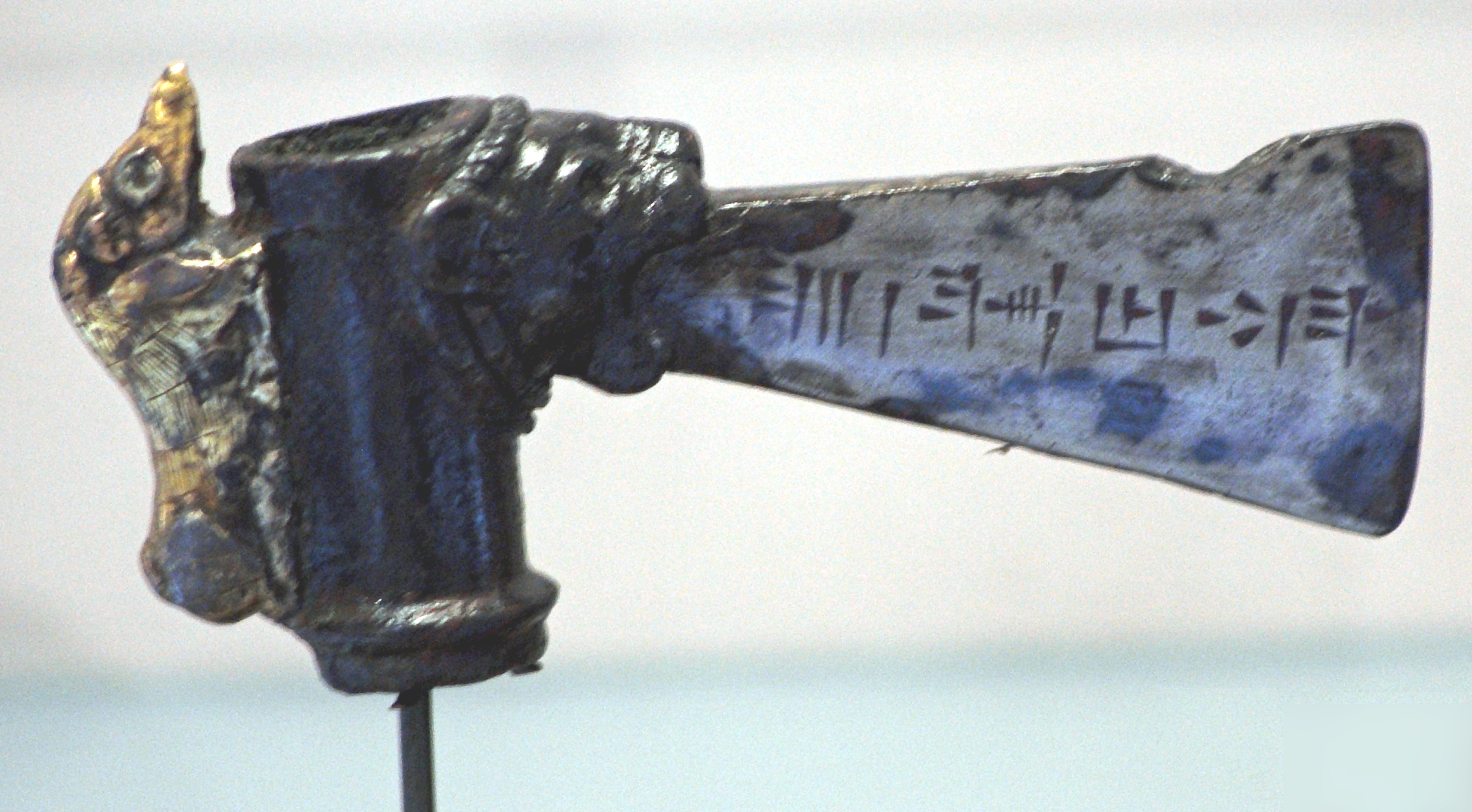
Hache offerte par le roi Untash-Napirisha à la déesse Kiririsha, Chogha Zanbil, période médio-élamite.

La religion élamite peut être appréhendée à différents degrés par trois types de sources : les textes, rédigés en élamite ou en akkadien en Élam ou en Mésopotamie ; les vestiges de monuments retrouvés sur les anciens sites élamites ; et enfin les œuvres d'art nous informant sur les croyances et pratiques religieuses exhumées sur ces mêmes sites.
Les textes rédigés par les Élamites relatifs à la religion sont généralement des inscriptions commémorant un acte pieux réalisé par un roi : construction ou restauration d'un temple, offrande d'un objet. Ce sont des textes généralement brefs, mais d'un intérêt important, dans la mesure où peu d'autres textes nous renseignent sur la religion élamite : le plus ancien document écrit mentionnant les dieux élamites est un traité de paix passé entre un roi d'Awan et Naram-Sîn d'Akkad au XXIIIe siècle, le plus ancien texte écrit en élamite que l'on ait retrouvé, et qui contient une liste de divinités garantes de l'accord. Des actes juridiques retrouvés à Suse et Haft Tappeh comportent aussi des informations sur les croyances religieuses. En majorité, les textes sont ainsi issus de la région susienne, qui n'est pas forcément représentative du reste de l'Élam (voir plus bas). Des textes élamites tardifs ont cependant été mis au jour à Persépolis à la période achéménide, et nous donnent des informations sur les survivances de la religion élamite. On note donc l'absence de textes mythologiques, ainsi que de textes présentant le déroulement de rituels religieux.
D'autres textes nous informant sur la religion élamite ont été retrouvés dans la Mésopotamie voisine. Des textes religieux mésopotamiens cherchent en effet parfois à comparer les dieux élamites et mésopotamiens suivant leur fonction. Des divinités élamites apparaissent parfois dans des textes mésopotamiens servant au culte. Mais on ne peut savoir dans quelle mesure ces informations sont justes pour ce qui concerne la pratique religieuse en Élam même, car les échanges culturels entre les deux régions ont pu s'accompagner de déformations.
Les réalisations artistiques élamites sont un apport important pour connaître la religion de ce pays, car certaines représentent des scènes religieuses : sceaux-cylindres, statuettes, bas-reliefs rupestres notamment. Mais l'absence de textes les expliquant ou bien la brièveté de ceux-ci rend parfois leur interprétation hasardeuse. Les quelques monuments religieux fouillés complètent enfin ce tableau, avant tout dans la cité de Chogha Zanbil (l'antique Dur-Untash). Les fouilles d'Anshan (Tell-e Malyan) n'ont livré quasiment aucune information sur la religion élamite. Les sites rupestres voisins de Fahlian (Kurangun) et Naqsh-e Rostam constituent heureusement de précieuses sources sur celle-ci.

## Contexte historique et culturel
Le royaume élamite se développe dans la seconde moitié du IIIe millénaire sous l'impulsion des dynasties d'Awan puis de Simashki. Depuis plusieurs siècles, cette région est organisée autour de deux ensembles : un Haut Pays, qui paraît être le foyer des Élamites, autour d'Anshan ; et un Bas Pays, autour de la cité de Suse, marquée fortement par l'influence de la Mésopotamie voisine, sous la domination de laquelle elle est durant de longue période. En dépit de cela, elle est un élément indissociable de l'entité élamite. Cela reflète bien l'hétérogénéité culturelle de l'Élam. Nos informations sur la religion élamite proviennent en majorité de Suse, région qui a apparemment une religion spécifique, représentée notamment par son grand dieu Inshushinak et l'importance des divinités mésopotamiennes. On ne sait donc pas dans quelle mesure on peut la transposer au reste de l'Élam, et il faut éviter de considérer la religion susienne comme représentative du reste de l'Élam.

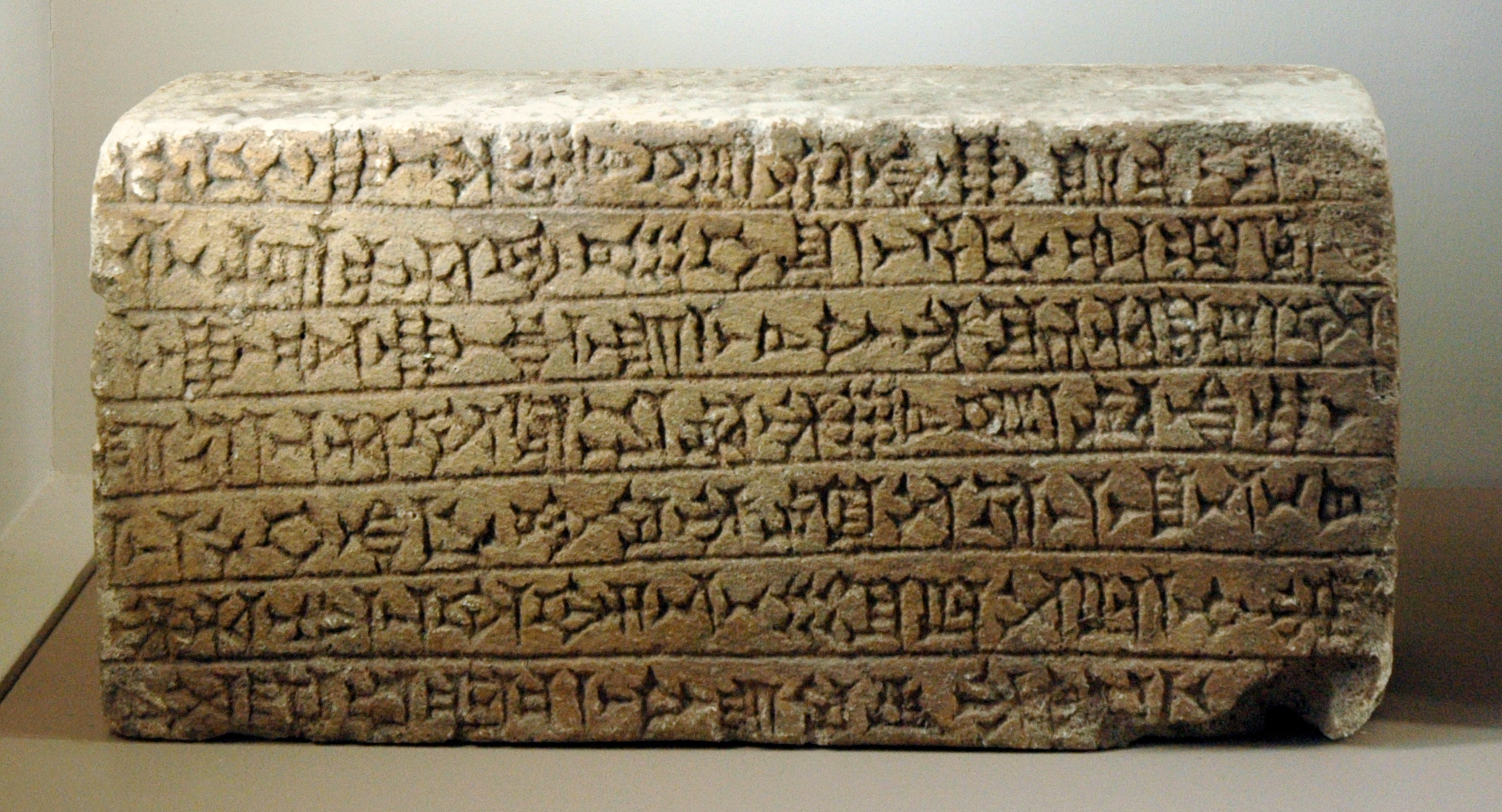
Brique portant une inscription commémorant la restauration d'un temple de Suse par Shilhak-Inshushinak, période médio-élamite

L'Élam n'en demeure pas moins une construction politique durable tout le long du IIe millénaire, et connaît son apogée durant la période dite médio-élamite (1500-1100), durant laquelle sont construits deux grands sites en Susiane, Kabnak/Haft Tappeh et surtout Dur-Untash/Chogha Zanbil. Ce dernier est l'œuvre du roi Untash-Napirisha, qui cherche à en faire un lieu de culte important, où il implante le culte de divinités du Haut Pays élamite, en premier lieu le grand dieu Napirisha, qui partage le principal temple de la cité avec Inshushinak. Ce site cherche donc peut-être à créer un panthéon uni pour tout l'Élam. Quoi qu'il en soit, ce projet ne survit pas à son initiateur, et les grands rois de la dynastie suivante, les Shutrukides (Shutruk-Nahhunte, Shilhak-Inshushinak), sont surtout connus pour leurs réalisations pieuses à Suse.
Après une éclipse de quelques siècles, l'Élam réapparaît à la période dite néo-élamite, autour de la Susiane, alors que le Haut Pays semble passer sous la domination des Perses, qui se mélangent avec les Élamites de la région. Le royaume élamite finit par s'effondrer après les attaques assyriennes au VIIe siècle, et éclater en petites principautés, dont les rois entretiennent encore les lieux de culte des villes et dans les montagnes. Mais même quand tout l'Élam est incorporé dans l'Empire achéménide durant la seconde moitié du VIe siècle, sa culture survit, et son langage est encore employé dans l'administration perse. Des tablettes exhumées à Persépolis, la résidence royale bâtie par Darius Ier, rédigées en élamite, sont les derniers témoignages de la survivance du culte de certains dieux de l'ancien Élam.

## Dieux

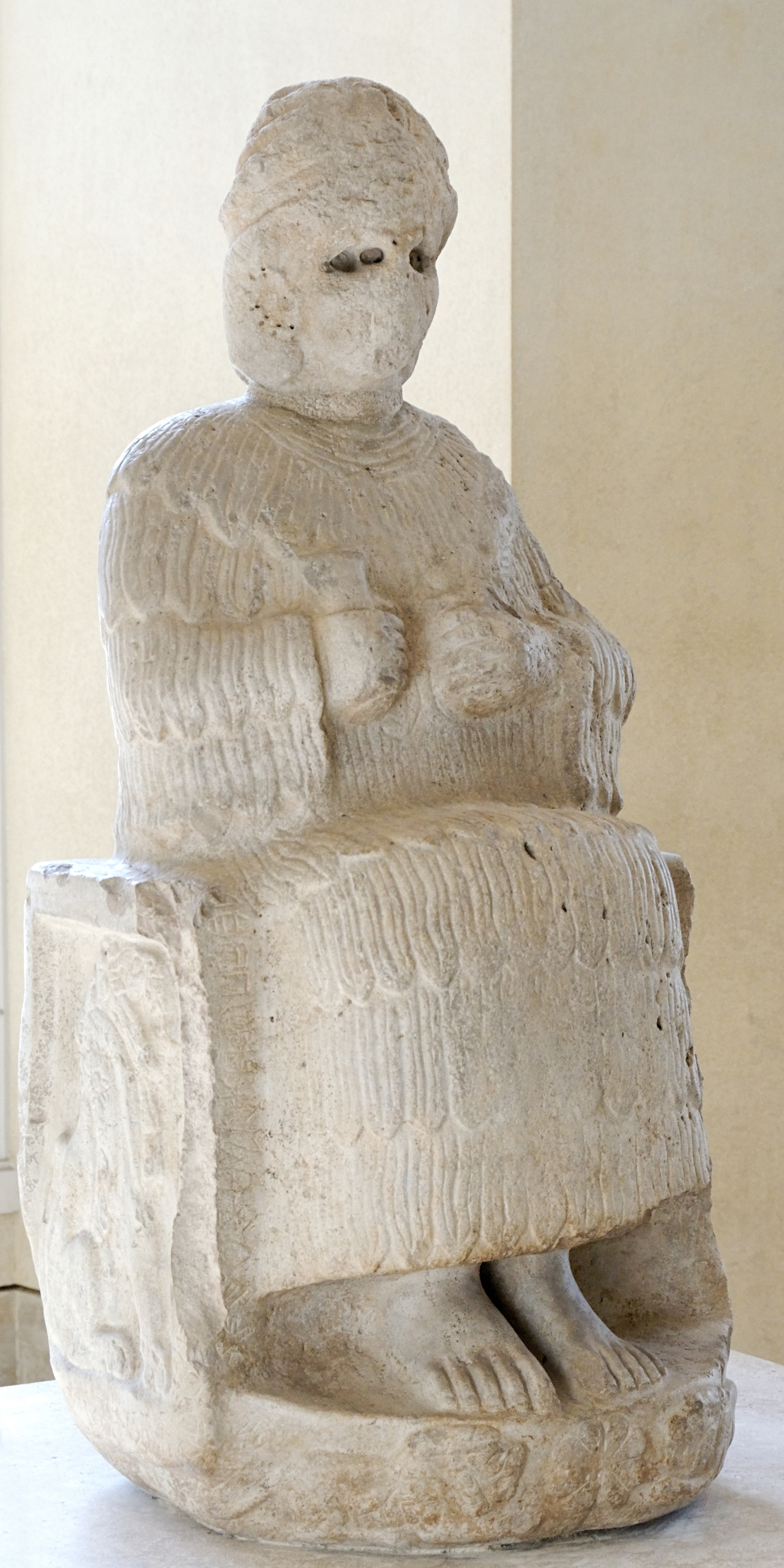
Statue de la déesse Narundi vouée par Puzur-Inshushinak (c.), musée du Louvre.

Le royaume élamite n'a pas eu un panthéon fixe. Les principaux dieux changent en fonction du lieu et de la période, et il est malaisé de connaître les origines et les fonctions de tous ceux dont on dispose du nom. La dynastie d'Awan a pour dieu principal Humban, apparenté au dieu sumérien Enlil dans un texte mésopotamien. Sa parèdre est Pinikir, qui a une fonction de déesse-mère. Le dieu Shimut, avec sa parèdre Manzat, semblent également avoir occupé un rang important parmi les divinités des premiers temps de l'Élam. Le culte de Humban et Shimut perdure longtemps après cette période malgré la perte de leur rang dominant, car on les retrouve dans les tablettes de Persépolis. La déesse Narundi n'apparaît que dans des textes paléo-élamites en Susiane, mais elle se retrouve dans des textes mésopotamiens, où elle est présentée comme la sœur des « Sept démons », des génies protecteurs. 
Au IIe millénaire, les dieux qui occupent la place la plus importante sont Inshushinak, le dieu de la cité de Suse, qui doit ce rang à l'importance de la cité dans le royaume élamite, et Napirisha (le « Grand dieu »), dieu du Haut Pays d'Anshan, qui est sans doute la divinité symbolisée par un serpent que l'on trouve représentée dans les bas-reliefs de cette région. L'association des deux renvoie au caractère dual de la royauté élamite de cette période, ses rois portant le titre de « Rois d'Anshan et de Suse ». Inshushinak a également le rôle de divinité chtonienne. Avec l'assistance de deux divinités aux noms akkadiens, Ishni-karab et Lagamar, il juge les âmes des défunts. La déesse la plus importante à cette période est Kiririsha (la « Grande déesse »), parfois présentée comme la parèdre de Napirisha, d'autres fois associée à Inshushinak. D'autres divinités importantes sont Nahhunte, le dieu du soleil, qui a aussi la fonction de dieu de la justice, et Khutran, qui semble être un dieu guerrier.
Les Élamites adoraient également des divinités mésopotamiennes, au moins en Susiane, région la plus proche géographiquement et culturellement du Pays des deux fleuves. Ninhursag avait ainsi un temple à Suse, et le dieu du feu Nusku était vénéré à Dur-Untash. Nergal, dieu des Enfers, Adad, dieu de l'Orage, et Ishtar, déesse de l'amour et de la guerre, trouvent également leur place dans le culte susien. Les textes mésopotamiens cherchent souvent à assimiler les dieux élamites avec les leurs : ainsi Napirisha semble identifié à Enki/Ea, et Inshushinak à Ninurta.
Les dieux élamites nous apparaissent le plus souvent dans des inscriptions royales, leur demandant de protéger le souverain et sa famille. Il est clair qu'ils jouent un rôle dans la légitimation du pouvoir royal, comme ailleurs. Il en allait de même pour les individus moins importants dans la société élamite, même si les textes ne nous montrent pas cela. Les dieux sont également invoqués comme garants de contrats. Une particularité élamite est d'attribuer aux divinités un attribut appelé kiden, dont le sens reste flou, qui semble avoir une fonction protectrice. Il semble se manifester à travers des emblèmes représentant les dieux, devant lesquels des serments étaient peut-être prêtés.

## Lieux de culte

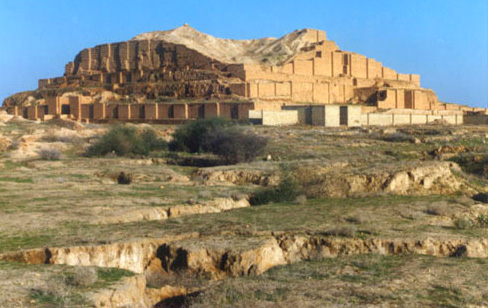
La ziggurat de Chogha Zanbil

Les dieux élamites étaient vénérés dans des temples bâtis dans les cités. On en a identifié à Suse, Haft Tappeh, Chogha Zanbil, ainsi qu'à Liyan. C'est uniquement sur le deuxième et le troisième qu'on a identifié les fondations de ces bâtiments, qui ne présentent pas une organisation de l'espace uniforme. Quatre sont cependant bâtis autour d'une cour principale abritant la cella où devait se trouver la statue divine censée incarner la présence divine dans ce lieu. Suse et Chogha Zanbil disposaient d'un quartier sacré, le siyan kuk, où se trouvaient les principaux temples. Celui de Chogha Zanbil était entouré d'une enceinte intérieure. Ces deux espaces sacrés avaient également la particularité d'avoir une ziggurat, un temple situé en haut d'un bâtiment à degrés. Seule celle de Chogha Zanbil a été conservée, dans un état relativement bon. 
Les textes élamites nous offrent des renseignements sur ces temples, couramment restaurés par les rois, qui ont laissé de nombreuses inscriptions de fondation commémorant leur œuvre de bâtisseur. On y apprend notamment l'existence de bosquets sacrés (husa), dont l'existence est confirmée par les sources assyriennes racontant la prise de Suse. Ils étaient dédiés au grand dieu local Inshushinak. Kiririsha semble également avoir disposé de bosquets sacrés. Ces espaces étaient peut-être destinés à un culte aux morts, et ils semblent avoir eu un caractère mystérieux. 
Le Haut Pays élamite, autour de la ville d'Anshan, n'a pas livré de restes de temples. On y a en revanche retrouvé plusieurs lieux de culte à ciel ouvert, des sanctuaires rupestres, repérés grâce aux bas-reliefs qui y ont été sculptés, et représentaient souvent des scènes cultuelles. Les principaux sont Izeh, Kurangun et Naqsh-e Rostam.

## Acteurs du culte

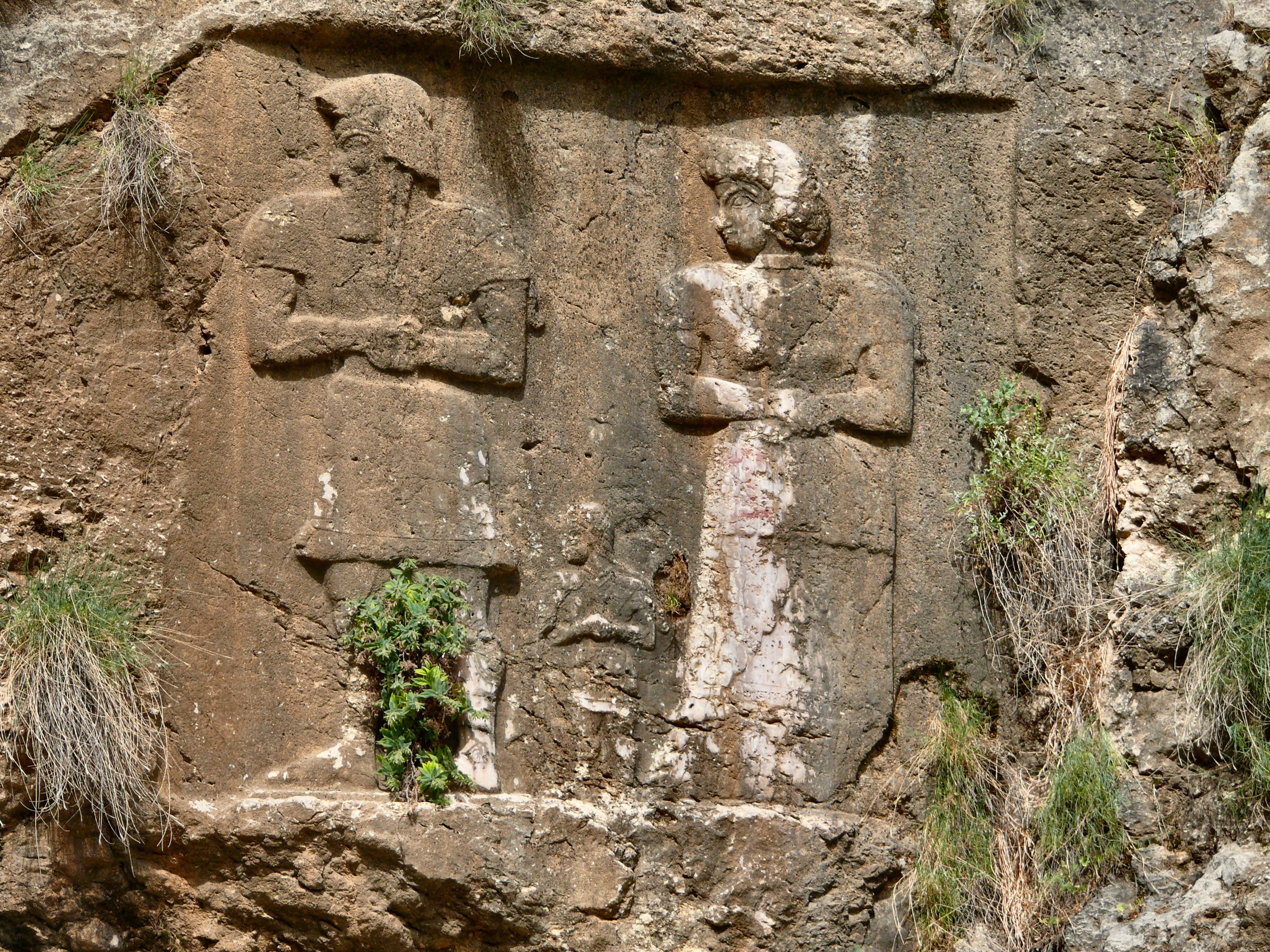
Le couple royal élamite dirigeant un rituel, bas-relief de Eshkaft-e Salman, période néo-élamite.

Le roi est l'intermédiaire privilégié entre hommes et dieux. Suivant la tradition du Proche-Orient ancien, il est choisi par ceux-ci, et doit exercer sa fonction en respectant les dieux s'il ne veut pas être déchu. C'est lui qui a la charge de construire et entretenir les lieux de culte, et de les pourvoir de leurs plus belles offrandes. Cette activité nous a laissé la plupart des inscriptions relatives à la religion élamite. À la période dite des sukkalmah (début du IIe millénaire, période paléo-élamite), certains souverains font précéder leur nom du déterminatif indiquant la divinité du personnage évoqué (DINGIR), ce qui indique que leur fonction est perçue comme étant elle-même divine, et leur donne donc une position au-dessus du reste du genre humain.
Le clergé élamite reste mal connu, en dehors de quelques attestations dans des textes et des représentations de scènes religieuses. On trouve parfois l'évocation d'un grand prêtre (akkadien pašīšu rabû) et de prêtres (šatin), ainsi que de prêtresses. Ils travaillaient dans les temples des divinités. Les textes paléo-élamites de Suse nous indiquent que ces derniers jouaient un rôle économique, puisqu'ils possédaient des terres, effectuaient des prêts, et c'était probablement aux prêtres de gérer cela.

## Rituels et fêtes
Les textes élamites n'évoquent quasiment pas d'actes de culte, en dehors des offrandes faites par les rois aux dieux. Ils fournissent des offrandes en nourriture destinées à l'entretien quotidien des temples. On doit donc essentiellement se référer aux lieux de culte et aux objets qu'on y a retrouvés pour approcher les rituels de la religion élamite. Une exception est la fête de la mystérieuse « Dame de la Cité Haute » (peut-être Pinikir ou Kiririsha), qui a lieu en automne et voit se dérouler en l'honneur de la déesse des sacrifices sanglants appelés gušum, au cours desquels on immole des moutons. On retrouve cette fête dans les textes élamites de Persépolis, à l'époque achéménide. Une seconde fête, nommée tuga, est dédiée au dieu Shimut pour lequel on effectue le sacrifice d'un bélier, sans doute au mois de mai.

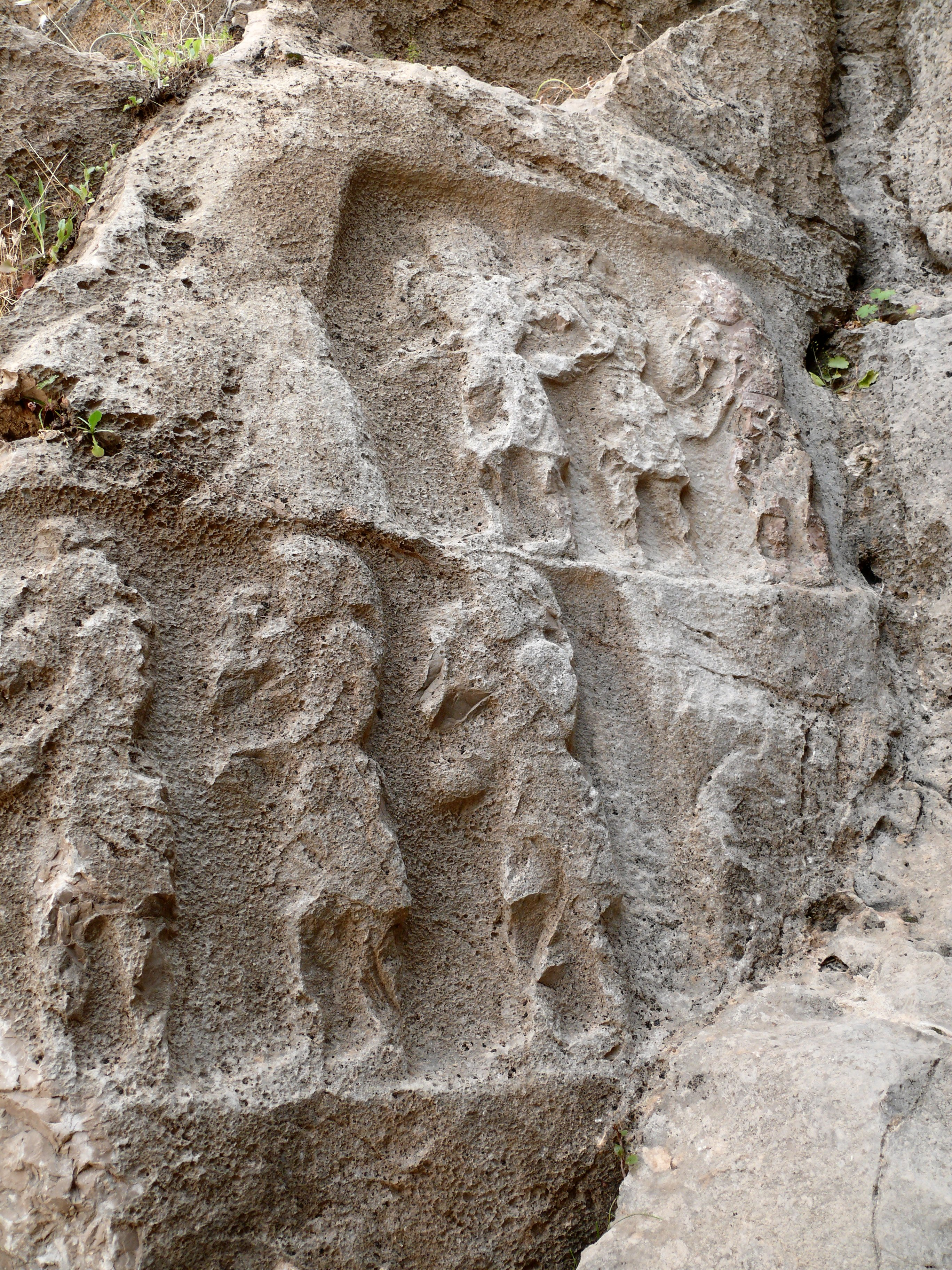
Bas-relief de Kul-e Farah représentant une scène cultuelle, période néo-élamite.

Mais c'est l'étude des lieux de culte qui fournit le plus d'informations sur le culte élamite, en dépit du peu de certitudes qu'elles laissent quant à celui-ci. Les reliefs rupestres du Haut Pays donnent une idée du type de rituel qui devait s'y dérouler : à Kurangun, on voit ainsi un couple divin (sans doute Napirisha et sa parèdre) recevoir les hommages du roi et de son entourage, accompagnés par une procession occupant plusieurs rangées. Ces personnages sont en position de prière. Des scènes de sacrifices d'animaux sont également représentées. On retrouve des musiciens dans ces scènes, indiquant donc que la musique tenait un aspect important dans ces fêtes religieuses, comme sans doute dans les rituels quotidiens. Ces aspects se retrouvent également dans des scènes cultuelles gravées sur des sceaux-cylindres retrouvés en Susiane.
À Chogha Zanbil/Dur-Untash, un espace proche de la ziggurat a été mis au jour par le fouilleur du site, Roman Ghirshman, qui l'a identifié comme le lieu d'un rituel impliquant le roi et son épouse. Les deux auraient un trône situé sur une estrade, qui mène à un espace où se trouvent quatorze tables identifiées comme des autels à sacrifice, à proximité desquelles on trouvait des tables qui auraient servi à porter les offrandes, et un bassin servant à des ablutions. 

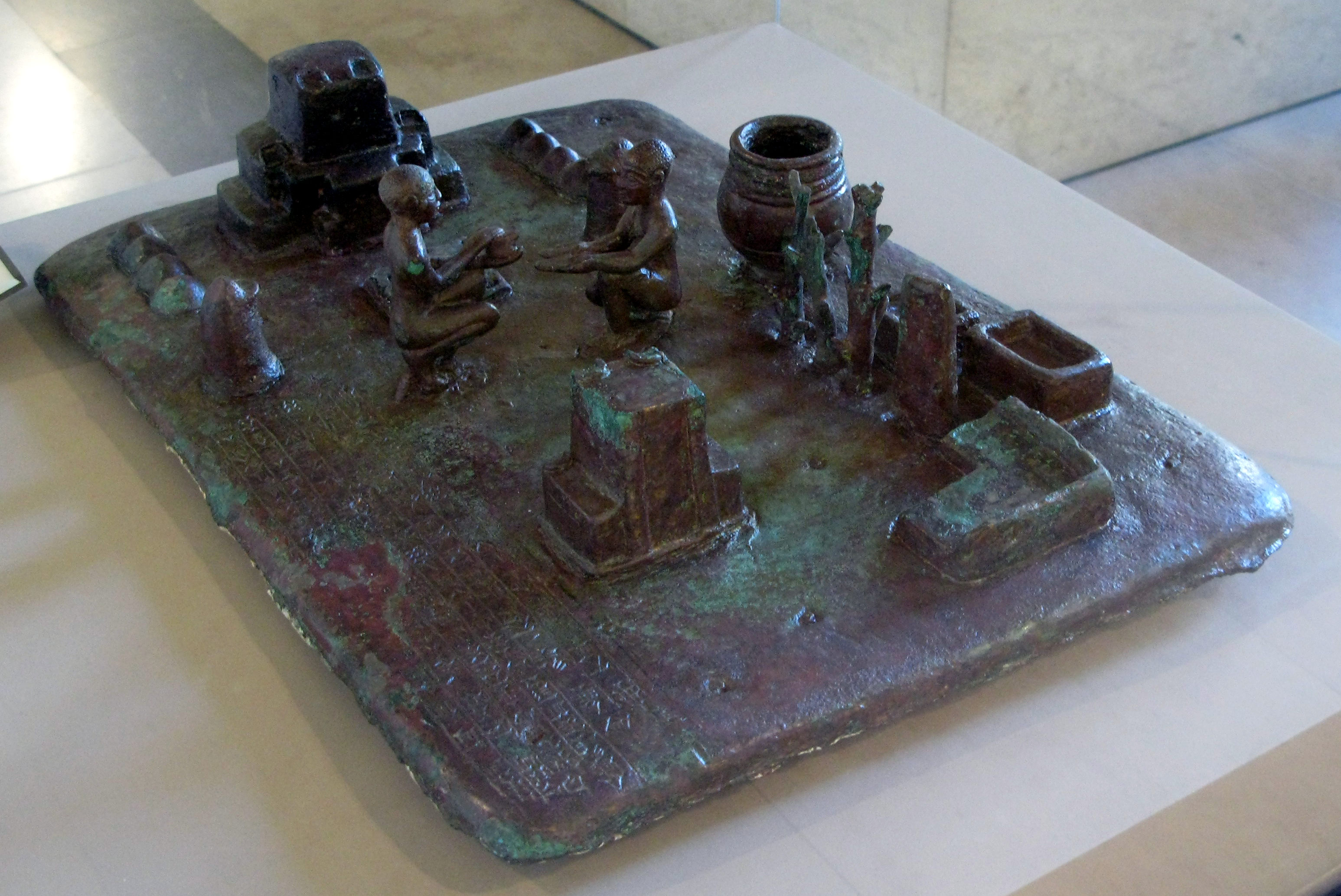
Maquette du sit-šamši, période médio-élamite, Musée du Louvre.

Une œuvre d'époque médio-élamite retrouvée à Suse, représentant un rituel appelé sit šamši (« lever du soleil ») dans la dédicace qui y est inscrite, est d'un intérêt notable pour approcher le culte élamite, mais laisse là aussi bien des incertitudes quant à son sens. Il s'agit d'une petite maquette en bronze, portant en son centre deux prêtres en état de nudité rituelle, l'un versant de l'eau sur les mains de l'autre. Ils sont situés entre deux bâtiments à degrés, identifiés comme des ziggurats ou bien comme des autels. La maquette porte également des bassins et des arbres, représentant des éléments de la religion élamite connus par l'archéologie ou les textes : bassins retrouvés à Suse, et bosquets sacrés des textes élamites et assyriens. Si on s'en tient à son nom, le rituel semble se dérouler à l'aube, mais il pourrait aussi être lié au culte des morts.

## Mort et au-delà
Plusieurs allusions dans des textes susiens indiquent qu'Inshushinak est lié au monde des morts, et est chargé du jugement des défunts, aidé des déesses Lagamar et Ishni-karab. On en a déduit que ses temples, et notamment ses mystérieux bosquets sacrés, ont pu donner lieu à un culte des morts. Plusieurs éléments de son temple semble être reliés au monde souterrain, et au passage des défunts vers les Enfers. Les pratiques funéraires attestées sur les sites élamites sont diverses. À Suse, on a retrouvé des morts enterrés dans des caveaux communs voûtés, dans des fosses, des jarres, ou bien des tombes individuelles. Ces tombes pouvaient être situées sous les résidences, ce qui semble prouver l'existence d'un culte des ancêtres familiaux, comme dans d'autres régions du Proche-Orient ancien. Certains textes confirment l'existence de telles pratiques. Il s'agissait de permettre aux morts d'atteindre les Enfers en toute sécurité, et de bien y être accueillis par les divinités infernales, qui rendraient alors un bon jugement. Certaines tombes paléo-élamites ont livré des têtes en terre cuite semblant reproduire l'aspect physique du défunt, à la fonction imprécise. Haft Tappeh et Chogha Zanbil ont également abrité des nécropoles royales. Dans ce dernier site, c'est la crémation des corps qui est pratiquée.